# William Grantham
Pour les articles homonymes, voir Grantham (homonymie).
William Grantham (1835 - 1911) est un avocat britannique, député pendant 12 ans puis, à partir de 1886, juge de la Haute Cour.

## Biographie
Grantham est né le 23 octobre 1835 à Lewes, Sussex, Angleterre de George Grantham et Sarah Grantham (née Verrall). Il fait ses études à la King's College School et est admis au barreau en 1863 à Inner Temple. Il est nommé conseiller de la reine en 1877.
Grantham épouse Emma L. Wilson le 15 février 1865 dans le Sussex. Le couple a sept enfants. La femme de son fils aîné est la petite-fille de l'astronome et chimiste britannique Warren de la Rue.
Il est député conservateur de Surrey-Est de 1874 à 1885 et élu à Croydon en 1885. Il est fait chevalier cette année-là. Au parlement il s'est ardemment opposé à Gladstone. Il démissionne en 1886 après avoir été nommé juge de la Division du Banc de la Reine. Il préside les sessions du quartier East Sussex.
En tant que juge, il est considéré comme compétent, mais avec un faible pour commenter les affaires d'une manière qui le mettait en conflit avec divers groupes, une habitude qui a finalement conduit à des indices dans les journaux qu'il devrait se retirer. Son mandat en tant que juge est principalement sans controverse jusqu'en 1906, date à laquelle, traitant des pétitions après les élections générales: pour Bodmin, Maidstone et Great Yarmouth, il est perçu comme étant en faveur des conservateurs. Une motion de censure est proposée à la Chambre des communes et donne lieu à un débat vigoureux, mais le gouvernement refuse d'aller plus loin, peut-être en raison du précédent qu'il créerait.
Cinq ans plus tard, un discours indiscret devant le grand jury de Liverpool le conduit à être réprimandé par le premier ministre, Herbert Henry Asquith, aux Communes « l'un des plus sévères jamais infligés à un juge anglais par un ministre de la Couronne ». Il meurt plus tard cette année-là, d'une pneumonie, dans sa maison, 100 Eaton Square, Londres, âgé de 76 ans.